# Крушоради
Крушоради (на гръцки: Αχλάδα, Ахлада, до 1926 година Κρουσοράτη, Крусорати или Κρουσουράτη, Крусурати) е село в Република Гърция, в дем Лерин (Флорина), област Западна Македония.

## География
Селото е разположено в източната част на Леринското поле на 24 километра североизточно от демовия център Лерин (Флорина), в близост до границата със Северна Македония. Селото е на десния бряг на Стара река (или Брод, на гръцки Палиорема) в малка котловина между планините Старков гроб от север и Малка Нидже от изток.
Двете съседни села Юруково (Юруки) и Горно Крушоради (Ано Ахлада) традиционно се броят за махали на Крушоради.
В селото има четири църкви – „Свети Спиридон“, „Възнесение Господне“, „Свети Георги“ и „Свети Харалампий“. Съборът му е на Спасовден (Възнесение).

## История

### В Османската империя
В XV век в село Крушовец, Костурско са отбелязани поименно 36 глави на домакинства. В османски данъчни регистри на немюсюлманското население от вилаета Филорине от 1626 – 1627 година селото е отбелязано под името Крушорад с 61 джизие ханета (домакинства). В 1848 година руският славист Виктор Григорович описва в „Очерк путешествия по Европейской Турции“ Крушораде като българско село. Според „Етнография на вилаетите Адрианопол, Монастир и Салоника“, издадена в Константинопол в 1878 година и отразяваща статистиката на населението от 1873 година, в Крушово (Krouchovo) има 40 домакинства със 115 жители българи.
Гьорче Петров през 1896 година отбелязва Крушоради като чифлик с 20 български екзархийски и 40 български патриаршистки къщи.
В началото на XX век Крушоради е изцяло българско село в Леринска каза. В 1900 година според Васил Кънчов („Македония. Етнография и статистика“) в Крушоради (Горно и Средно) живеят 650, а в Юрокъ (Юроково) – 216 българи християни.
На Етнографската карта на Битолския вилает на Картографския институт в София от 1901 година Крушоради е чисто българско село в Леринската каза на Битолския санджак със 77 къщи.
В началото на XX век цялото село е под върховенството на Българската екзархия. По данни на секретаря на екзархията Димитър Мишев („La Macédoine et sa Population Chrétienne“) в 1905 година селото има 760 българи екзархисти.
В началото на октомври 1902 година румънският консул в Битоля Александру Пъдеану пише, че в село Крушорат османски части, изпратени да гонят чети, са изгорили 19 къщи и заедно с къщите са изгорели и „6 български селяни“.
При избухването на Балканската война в 1912 година един човек от Крушоради е доброволец в Македоно-одринското опълчение.

### В Гърция
През войната в селото влизат гръцки войски и след Междусъюзническата война Крушоради остава в Гърция. Част от землището на селото остава на север от границата със Сърбия.
През 1916 година, по време на Първата световна война селото за кратко е освободено от българската армия. Боривое Милоевич пише в 1921 година („Южна Македония“), че Крушоради има 60 къщи славяни християни. В 1926 година селото е преименувано на Ахлада.
В междувоенния период 40 души от селото се изселват отвъд океана. Селото пострадва силно в Гражданската война в Гърция, като 114 души емигрират в социалистическите страни.
Според изследване от 1993 година селото чисто „славофонско“, като „македонският език“ в него е запазен слабо.
| Име               | Име           | Ново име     | Ново име          | Описание                                                            |
| ----------------- | ------------- | ------------ | ----------------- | ------------------------------------------------------------------- |
| Цьоция или Цьоцка | Τσιότσκα      | Софика       | Σοφίκα            | връх в Нидже на Ю от Крушоради (787,8 m)                            |
| Голината          | Γολίνατα      | Гимнон       | Γυμνόν            | връх в Нидже на ЮИ от Крушоради                                     |
| Орлето            | Όρλετο        | Аеторахи     | Άετορράχη         | връх в Нидже на ЮЮИ от Крушоради                                    |
| Шумарите          | Σουμαρτε      | Прасино Рема | Πράσινο Ρέμα      | река в Нидже на Ю от Крушоради                                      |
| Широка падина     | Σιρόκα Παδίνα | Платома      | Πλάτωμα           | връх на СЗ от Вощарани и на СИ от Неокази (722,6 m)                 |
| Бара              | Μπάρα         | Гурна        | Γκούρνα           | връх в Нидже на ССЗ от Крушоради, гранична пирамида № 135 (801,8 m) |
| Милио Трово       | Μηλιό Τρόβο   | Йоану Браяни | Ίωάνου Μπραγιάννη | връх в Нидже на ЮИ от Крушоради                                     |
| Тополата          | Ταπόλατα      | Левкес       | Λεύκες            | връх в Нидже на С от Крушоради                                      |

### Преброявания
- 1913 – 606 души без Юруково
- 1920 – 573 души
- 1928 – 690 души
- 1940 – 967 души
- 1951 – 361 души
- 1961 – 534 души
- 1971 – 240 души
- 1981 – 313 души
- 2001 – 301 души
- 2011 – 271 души

## Личности
Родени в Крушоради
- Алексо Тодорчев, български революционер от ВМОРО[22]
- Атанас Донов, български революционер от ВМОРО[23]
- Георги Апостолов, български революционер от ВМОРО[24]
- Илия Апостолов, български революционер от ВМОРО[24]
- Ката Неданчева, българска учителка и организаторка на селото по време на Илинденското въстание
- Коле Дудев, български революционер от ВМОРО[23]
- Кръсте Ламев, български революционер от ВМОРО[25]
- Лазо Димов Костенчев, български революционер от ВМОРО[25]
- Минче Геондев, деец на ВМОРО, войвода на крушорадската чета по време на Илинденско-Преображенското въстание в 1903 година[26]
- Христо Грамов, български революционер от ВМОРО[23]
- Никола Груев (1911 – 1940), дядо на Никола Груевски, загинал като войник в Итало-гръцката война
- Христо Георгиев (1892 – ?), македоно-одрински опълченец, 1 рота на 6 охридска дружина[27]
- Христо Дончев, български революционер от ВМОРО[23]
- Христо Костов Говедаров, български революционер от ВМОРО[23]
- Степан Янев, хайдутин от втората половина на ХVІІ век
- Стилян Самарджиев (р. 1988), македонистки активист, по произход от Крушоради
- Стоян Гоговчев (1910 – 1947), участник в Гражданската война на страната на ДАГ, загинал
- Тале Котев, български революционер от ВМОРО[25]

Починали в Крушоради
- Дине Клюсов (? – 1902), български революционер, войвода на ВМОРО, загинал с четата си в махалата Юруково

Свързани с Крушоради
- Никола Груевски (р. 1970), северномакедонски политик, по потекло от Крушоради